# Reykjavik
Reykjavík (røgvigen eller den rygende bugt på islandsk) er hovedstaden og den største by i Island. Byen dækker et areal på 274 km2 på halvøen Reykjanesskagi på Islands sydvestlige side ud til bugten Faxaflói.
Med en placering på breddegraden 64°08′ N er det den nordligste hovedstad i verden. Reykjavik havde et indbyggertal på 139.000 i 2025. Sammen med de omkringliggende forstæder kaldes området Höfuðborgarsvæðið, og det har omkring 249.000 indbyggere, hvilket svarer til omkring 64% af landets befokning.
Reykjavik menes at ligge, hvor den første permanente bosættelse på Island blev anlagt af Ingólfur Arnarson i 874 ifølge Landnámabók. Indtil 1700-tallet var der ingen byudvikling på stedet. Reykjavik blev officielt grundlagt i 1786 som en handelsby og den voksede stødt i de følgende årtier, hvorefter den voksede til et regionalt og senere nationalt center for handel, indbygger og regeringsaktiviteter.
I dag er Reykjavik centrum for Islands kultur, økonomi og regering med Altinget, og det er en populær turistdestination. Det er blandt de reneste, grønneste og sikre byer i verden.
Byen rummer Háskóli Íslands (Islands universitet, der blev grundlagt i 1911), andre højere læreanstalter, museer, opera, teatre og en international dybvandshavn.
I byens midte ligger Tjörnin, der er én af det sydvestlige Islands største ynglepladser for vandfugle. Et hjørne af søen er opvarmet og isfrit om vinteren, hvorfor fuglene kan opholde sig der året rundt.

## Historie

### Oprindelse
Ifølge Landnámabók blev Reykjavík grundlagt af Landnamsmanden Ingólfur Arnarson. Arkæologiske udgravninger har senere påvist, at keltiske emigranter og norske vikinger bosatte sig i området ved Reykjavík omkring 871. 
Ingólfur Arnarson bosatte sig i Reykjavík, fordi hans højsædestøtter, som han kastede i havet fra sit skib, drev i land der.
Indtil langt ind i 1700-tallet var Reykjavík kun en lille bygd, hvorfra man drev landbrug og fiskeri.
I landområderne omkring bygden lå adskillige mindre lejegårde og husmandsboliger. Der omtales aldrig i fristatstiden nogen havn eller handelsplads. Den første handel foregik ved en mindre holm, som havet senere har ødelagt. Havnen og handelspladsen blev opkaldt efter holmen og kaldtes Holmen eller Holmenshavn og lå dengang vest for Effersøtangen. På grund af havets ødelæggelser måtte handelshusene flyttes til Effersø.

### Reykjavík bliver hovedstad
I 1616 erhvervede Christian IV sig gården Reykjavík. Nogle år tidligere, den 20. april 1602, havde han udstedt et privilegiebrev til borgerne i tre danske byer: København, Malmø og Helsingør på handelen på Island. Det blev pålagt de priviligerede købmænd at sejle til et vist antal islandske havne, først 21-22, men fra 1662 til hele 25 havne. I 1684 blev det fastlagt, hvilke områder der skulle høre under hvilken havn. I 1703 boede de fleste indbyggere (omkring 11.000) i Eyrarbakki-området på sydlandet, mens Holmens havn (Reykjavík) havde 4.000 indbyggere og Akureyri på Nordlandet havde 3.400 indbyggere. Endnu var der dog ikke tale om nogen nævneværdige bydannelser, heller ikke i Reykjavík.
Først da Landfoged Skúli Magnússon med 12 indfødte islandske embedsmænd stiftede et selskab, som skulle drive fabriksvirksomhed på Island, skete der noget. Takket være støtte fra J.H.E. Bernstorff som leder af Gehejmekonseillet i København fik initiativet støtte, og i årene 1751-1758 blev der udstedt 16 kongelige resolutioner vedrørende de islandske fabrikker. Den egentlige fabriksvirksomhed fik gården Reykjavík, der var i kongeligt eje, til rådighed. Sammen med gården Ørfirisey, hvor handelsstedet lå, og en tredje gård samt 61.000 rigsdaler i støtte etableredes fabriksvirksomheden i 1752, de såkaldte "Indretninger".
Den nye fabrik beskæftigede sig i begyndelsen med både rebslageri, garveri og tekstilvirksomhed (spinderi, væveri og farveri). Rebslageriet og garveriet stoppede dog efter 1764, hvor en brand ødelagde flere af husene.
Senere samme år blev fabriksvirksomheden overdraget til Det almindelige Handelsselskab, senere blev den overtaget af regeringen, og 1802-1803 blev virksomheden indstillet. Inden da havde fabrikken imidlertid bevirket dannelsen af et mindre bysamfund.
I 1759 ejede fabrikken 16 huse i Reykjavík. Samme år var der 55 fabriksarbejdere, 1764-77 var der 70-90 ansatte. I 1703 boede der på selve gården Reykjavík og seks husmandssteder, som hørte under den, 69 personer. Omkring fabrikken opstod ret hurtigt en lille flække i nærheden af Aðalstræti.
I 1780 flyttedes kongens handel i Effersø til Reykjavík, og da handelen blev frigivet for danske undersåtter, fik Reykjavík købstadrettigheder i 1786. I 1785 flyttedes Skalholts lærde skole hertil (1805 til Bessastaðir). I 1786 var indbyggertallet i Reykjavík 302 personer i selve byen og de husmands- og strandsidderpladser, som lå nærmest byen. I 1799 blev det ved en kongelig rentekammerskrivelse besluttet at flytte Altinget fra Þingvellir til Reykjavík, men ved forordning af 11. juli 1800 blev Altinget nedlagt, og landsoverretten i stedet oprettet i Reykjavík.
Til at begynde med gjorde Reykjavík kun ubetydelige fremskridt, 1801 var der 307 indbyggere. Landets højere embedsmænd boede på forskellige landejendomme, men i begyndelsen af det 1800-tallet begyndte de at tage bopæl i Reykjavík, dog meget få til at begynde med. Landsoverretten holdt sine møder i Reykjavík, men overdommerne boede i den første menneskealder på forskellige gårde i omegnen af Reykjavík.
Efter, at Altinget var blevet genoprettet den 8. marts 1843, trådte det sammen i Reykjavík i 1845, hvor det siden har haft sit sæde. I 1846 blev latinskolen flyttet til Reykjavík, og dens lærere bosatte sig der. I årene 1836-1862 var Reykjavík den eneste købstad på Island. Den 4. november 1836 gav stiftamtmanden en "Instrux for Reykjavík Byes Repræsentanter", som i ændret form blev stadfæstet ved kancellibrev af 16. januar 1838. Ved denne blev oprettet et bystyre på 4 medlemmer. I 1839 blev der udstedt en "Plakat ang. Oprettelsen af en Bygnings-Commission i Reykjavík" bestående af seks mænd: Byfogden, brandinspektøren, to repræsentanter for bystyret og to repræsentanter udnævnt af amtmanden.
Ved "Anordning ang. den oeconomiske Bestyrelse for Kjøbstaden Reykjavík" af 27. november 1846 blev byen udskilt fra Seltjarnarnes kommune. Byfogden og bystyret kom nu direkte under amtmanden og kancelliet. Der blev oprettet en fattigkommission på fem medlemmer: Byfogden, domkirkepræsten og tre medlemmer, hvoraf mindst en fra bystyret og en strandsidder. Bystyret blev udvidet til seks mand. I 1860 var der 12 handelshuse i Reykjavík, og bystyret domineredes af fire købmænd.
Efterhånden begyndte byen at vokse hurtigere, men om store fremskridt blev der dog først tale i det sidste tiår af det 1800-tallet og navnlig i 1900-tallet: I 1840 var der 890 indbyggere i Reykjavík, i 1860 1.444 indbyggere, i 1870 2.024 indbyggere, i 1880 2.567 indbyggere, i 1890 3.886 indbyggere, i 1901: 6.682 indbyggere, i 1910 11.535 indbyggere, i 1920 17.420 indbyggere, i 1923 20.148 indbyggere.
I 1910 var der 1.132 våningshuse (boliger) i Reykjavík, i 1920 1.459. I disse 10 år voksede husenes antal med 29 %, mens indbyggernes antal voksede med 50 %, og der opstod stor bolignød.

### Fra århundredeskiftet til 1. verdenskrig
Det var i tiden mellem 1900 og frem til afslutningen af 1. verdenskrig, at Reykjavík for alvor manifesterede sig som Islands hovedstad. I 1899 havde byen 41 købmandsforretninger, hvoraf 38 var islandske og tre udenlandske (ejeren bosat i Danmark eller udlandet). I 1907 var der 93 købmandsforretninger, heraf 87 indenlandske. I 1919 havde byen 262 købmandsforretninger, hvoraf kun tre udenlandske.
I 1899 indførtes varer for 1.969.500 kroner til
Reykjavík og udførtes varer for 1.067.500 kroner. I 1907 var Reykjavíks indførsel steget til 6.916.000 kroner, men udførslen til kun 2.701.000 kroner. En trediedel af hele Islands handel gik da gennem Reykjavík, men udførslen var også forholdsvis større fra landets øvrige handelsbyer. I 1919 indførtes varer for 47.456.000 kroner til Reykjavík. Udførslen steg samme år til 54.023.000 kroner. Hele Islands ind- og udførsel steg dette år til 137,5 millioner kroner, hvoraf henved 101,5 millioner kroner gik gennem Reykjavík.
I Reykjavík blev Islands øverste regeringsmyndigheder samlet. I byen fik Ministeriet for Island og Islands Højesteret sit sæde, og Altinget samledes her hvert år. Her boede biskoppen, landfysikus (læge) og landets højeste embedsmænd. Reykjavík var også centrum for landets skolevæsen: Der fandtes universitet, latinskole, almueskole, kvindeskole, lærerskole, navigationsskole, handelsskole og håndværkerskole. I årene 1904-15 oprettedes teknisk skole, handelsskole, seminarium, maskinistskole, universitetets juridiske og filosofiske fakulteter. Reykjavík var også blevet midtpunktet for Islands videnskabelige og litterære liv, boghandel og bogtrykning, og her udkom de fleste aviser og tidsskrifter. Af selskaber i Reykjavík, der virkede til fremme af videnskabelige, litterære og almennyttige formål, kan nævnes: Det islandske litterære Selskab, Bibelselskabet, Islands Landhusholdningsselskab, Folkevennernes Selskab, Islandsk Oldsagsselskab, Islandsk naturhistorisk Forening, Thorvaldsens-Foreningen, Studenterforeningen, Haandværkerforeningen, Goodtemplarforeningen, Kvindeforeningen og Islands Fiskeriforening.
Ved siden af handel og embedsvæsen spillede fiskeriet en stor rolle for byens udvikling.
I årene 1913-17 blev der bygget en havn med en udstrækning på bysiden af cirka 1 kilometer. Dens vandareal omfattede 462.000 m2, og det uddybede areal cirka 143.000 m2. Tidligere havde der kun været en red. Reykjavík fik et gasværk i 1910, et vandværk og elektrisk belysning i 1921.
I indenrigshandelen var Reykjavík blevet handelscentrum for hele det sydlandske lavland.

### Mellemkrigstiden
I 1927 havde byen 24.304 indbyggere.
Allerede i 1927 fik Reykjavík en byplan, som modsvarede datidens byplanidealer. Store dele af byen blev udlagt til karrébebyggelse med forholdsvis regelret og overskueligt gadenet. Hele byen, herunder forholdsvis store villakvarterer, en bypark, hospitaler og andre offentlige institutioner, blev omgivet af en ny ringgade, der udgjorde en klar afgrænsning af byen. Nyklassicisme blev i 1930'erne afløst af funktionalisme, men 1927-planen fik sat et tydeligt præg på gadenettet.

### 2. verdenskrig
Om morgenen den 10. maj 1940, efter at Danmark var blevet besat af Nazityskland den 9. april, ankom fire britiske krigsskibe til havnen i Reykjavík. I løbet af et par timer var De Allieredes besættelse af Reykjavík en realitet. Der var ingen væbnet modstand, tværtimod hjalp taxi- og lastbilchauffører invasionsstyrken, som ikke havde nogen køretøjer med sig. Den islandske regering var flere gange blevet spurgt af den britiske regering, om man var rede til at tillade en okkupation af øen, men denne havde svaret med, at det ville være i strid med det neutralitetsprincip, som den danske regering havde haft indtil tyskernes okkupation. Danmark og Island havde da endnu formelt fælles udenrigspolitik, som det eneste fælles ud over kongen. Under resten af krigsårene byggede britiske og amerikanske soldater baser i Reykjavík. Antallet af udenlandske soldater i byen blev til sidst omtrent så stort som byens lokale befolkning.
Okkupationen fik positive økonomiske virkninger for byen. Arbejdsløsheden fra depressionsårene forsvandt, og byggeindustrien fik et opsving. Briterne byggede Reykjavik flyveplads, som fortsat er i brug til indenrigsflyvning, og amerikanerne byggede Keflaviks flyveplads, Islands vigtigste internationale flyveplads. I 1944 udråbtes republikken Island, og en folkevalgt præsident afløste kongen og rigsforstanderen, som havde virket i krigsårene i stedet for den danske regering, eftersom øen havde været afskåret fra Danmark. Præsidentens kontor blev placeret i Reykjavik.

### Efterkrigstiden
I efterkrigstiden accelererede byens befolkningsvækst. Byen oplevede massetilflytning fra landdistrikterne, især på grund af forbedret landbrugsteknologi, hvilket mindskede behovet for arbejdskraft. Medvirkende til urbaniseringen var tillige befolkningsvæksten som følge af en forbedret levestandard. De fleste, som flyttede til hovedstaden, var unge mennesker, og staden blev demografisk set en ung by. Udviklingen til en moderne by gik hurtigt. Privatbiler blev almindelige, og moderne lejlighedskomplekser skød op i de voksende forstæder.
I 1960, da motoriseringen begyndte at blive mærkbar i det centrale byområde, besluttede Reykjavíks bystyre at igangsætte en ny planlægning af byens fremtidige udvikling på grundlag af grundige forundersøgelser. Reykjavíks beliggenhed på en halvø, som da næsten var udbygget - ikke mindst på grund af lufthavnens nærhed og store arealkrav - gjorde, at byudviklingen blev planlagt ind i landet, og byens tyngdepunkt forskudt mod øst. I 1965 vedtog bystyret en generalplan (kommuneplan), i samarbejde med syv nabokommuner. Heri blev taget hensyn til et moderne trafiknet og en varierende bebyggelse, herunder store parker. Byen blev præget af, at der ikke var behov for oliefyring.

## Klima
På trods af placeringen i det nordlige Atlanterhav har Reykjavík et langt varmere klima end de fleste andre steder beliggende på samme breddegrad. De gennemsnitlige vintertemperaturer er ikke lavere end for New York City med temperaturer i januar mellem +2 C° og -3 C°, men temperaturerne går sjældent under -15 C° om vinteren. Dette skyldes, at det islandske kystvejr om vinteren modereres af Golfstrømmens varme vand. Somrene er kølige med temperaturer, der svinger mellem 8 og 13 C°. Temperaturen overstiger sjældent 20 C°. Reykjavík er ikke en særlig våd by, men ikke desto mindre er der i gennemsnit 213 dage om året med målbar nedbør. Foråret er normalt den mest solrige årstid. Der er gerne omkring 1.300 solskinstimer om året, hvilket er sammenligneligt med andre steder i Norden og Nordøsteuropa. Den højeste temperatur, der er registreret på Island, blev målt til 25,7 C° den 30. juli 2008. Den laveste var -24,5 C°, målt den 21. januar 1918. Islands klima er sammenligneligt med klimaet i Thorshavn, Færøerne; Unalaska, Alaska; Ushuaia, Argentina og Stanley, Falklandsøerne.
| Vejr for Reykjavík                                   | Vejr for Reykjavík | Vejr for Reykjavík | Vejr for Reykjavík | Vejr for Reykjavík | Vejr for Reykjavík | Vejr for Reykjavík | Vejr for Reykjavík | Vejr for Reykjavík | Vejr for Reykjavík | Vejr for Reykjavík | Vejr for Reykjavík | Vejr for Reykjavík | Vejr for Reykjavík |
|                                                      | Jan                | Feb                | Mar                | Apr                | Maj                | Jun                | Jul                | Aug                | Sep                | Okt                | Nov                | Dec                | År                 |
| ---------------------------------------------------- | ------------------ | ------------------ | ------------------ | ------------------ | ------------------ | ------------------ | ------------------ | ------------------ | ------------------ | ------------------ | ------------------ | ------------------ | ------------------ |
| Gennemsnitlig maks °C                                | 1,9                | 2,8                | 3,2                | 5,7                | 9,4                | 11,7               | 13,3               | 13                 | 10,1               | 6,8                | 3,4                | 2,2                | 7                  |
| Gennemsnitlig min °C                                 | −3                 | −2,1               | −2                 | 0,4                | 3,6                | 6,7                | 8,3                | 7,9                | 5                  | 2,2                | −1,3               | −2,8               | 1,9                |
| Gennemsnitlig nedbør mm                              | 75,6               | 71,8               | 81,8               | 58,3               | 43,8               | 50                 | 51,8               | 61,8               | 66,5               | 85,6               | 72,5               | 78,5               | 798                |
| Kilde: World Weather Information Service - Reykjavik |                    |                    |                    |                    |                    |                    |                    |                    |                    |                    |                    |                    |                    |

## Demografi
| År   | Byen    | Hovedstaden |
| ---- | ------- | ----------- |
| 1801 | 307     | -           |
| 1860 | 1.444   | -           |
| 1901 | 6.321   | 8.221       |
| 1910 | 11.449  | 14.534      |
| 1920 | 17.450  | 21.347      |
| 1930 | 28.052  | 33.867      |
| 1940 | 38.308  | 43.483      |
| 1950 | 55.980  | 44.813      |
| 1960 | 72.407  | 88.315      |
| 1970 | 81.693  | 106.152     |
| 1980 | 83.766  | 121.698     |
| 1985 | 89.868  | --          |
| 1990 | 97.569  | 145.980     |
| 1995 | 104.258 | --          |
| 2000 | 110.852 | 175.000     |
| 2005 | 114,800 | 187,105     |
| 2006 | 115.420 | 191.612     |
| 2007 | 117.721 | 196.161     |
| 2008 | 119.848 | 201.585     |
| 2011 | 119.108 | 202.341     |

Befolkningstallet i Reykjavík pr. 1. december 2007 var 117.721, heraf 58.762 mænd og 58.959 kvinder. 

### Forstadskommuner
Hovedstaden Reykjavík omfatter selve byen og forstæderne (Höfuðborgarsvæðið), hvor der i alt boede 196.161 indbyggere. 
Der ligger syv kommuner rundt om hovedstaden:
- Álftanes: 2.361.
- Garðabær: 9.913.
- Hafnarfjörður: 24.839.
- Kópavogur: 28.561.
- Mosfellsbær: 8.147.
- Seltjarnarnes: 4.428.
- Kjósarhreppur: 191.

### Bydele
Reykjavik er inddelt i 10 bydele.
| Nr. | Bydel                       | Areal km² | Folketal 2010 | Omdråder |
| --- | --------------------------- | --------- | ------------- | --- |
| 1   | Vesturbær                   | 2,9       | 15.703        | Gamli Vesturbærinn, Bráðræðisholt, Grandar, Hagar, Melar, Skjól, Grímsstaðaholt, Skildinganes og Litli Skerjafjörður    |
| 2   | Miðborg                     | 3,6       | 8.618         | Tjarnarbrekka, Víkin, Arnarhóll, Skuggahverfi, Laufás, Spítalahlíð, Þingholt, Ásgarður, og Tungan                       |
| 3   | Hlíðar                      | 3,3       | 9.612         | Norðurmýri, Hlíðar, Hlemmur, Holt, Suðurhlíðar, Öskjuhlíð og Nauthólsvík                                                |
| 4   | Laugardalur                 | 6,4       | 15.239        | Tún, Teigar, Lækir, Laugarnes, Sund, Heimar, Langholt, Vogar, Skeifan og Fen                                            |
| 5   | Háaleiti og Bústaðir        | 4,3       | 13.755        | Múlar, Kringlan, Bústaðir, Fossvogur, Smáíbúðahverfi og Blesugróf                                                       |
| 6   | Breiðholt                   | 5,5       | 20.646        | Hólar, Fell, Berg, Sel, Skógar, Bakkar, Stekkir og Mjódd                                                                |
| 7   | Árbær                       | 6,1       | 10.192        | Selás, Árbær, Ártúnsholt, Bæjarháls, Norðlingaholt og Grafarholt                                                        |
| 8   | Grafarvogur                 | 14,0      | 18.130        | Hamrar, Foldir, Hús, Rimar, Borgir, Víkur, Engi, Spöng, Staðir, Höfðar, Bryggjuhverfi, Geirsnef, Gufunes og Geldinganes |
| 9   | Kjalarnes                   | 61,7      | 834           | Kjalarnes og Álfsnes |
| 10  | Grafarholt og Úlfarsárdalur | 22,5      | 5.416         | Fellur undir hverfisráð Árbæjar til að byrja með)                                                                       |
| -   | Naturområder1)              | 144,2     | -             | |
|     | Reykjavík                   | 274,5     | 118.145       | |

## Infrastruktur og transport

### Vejnet
Island har forholdsvis høj grad af bilejerskab: 522 biler pr. 1.000 indbyggere., Byen oplever dog ikke nævneværdige trafik- eller parkeringsproblemer takket være et moderne vejnet, der blandt andet omfatter en ringvej.

### Busforbindelser
Busselskabet Strætó bs driver busforbindelser i hele regionen.

### Jernbaner
Der er ingen jernbaner i Reykjavik eller på Island. Men der er forslag om jernbaneforbindelsen Keflavik-Reykjavik Airport Link mellem Keflavik International Airport og Reykjavik Centrum.

### Flyforbindelser
Icelandair flyver til Europa og Nordamerika, deriblandt Kastrup Lufthavn i Danmark, Bergen, Oslo-Gardermoen, Stavanger og Trondheim i Norge.
- Reykjavik Lufthavn få kilometer fra centrum er byens indenrigslufthavn med afgange til Island, Grønland og Færøerne.
- Keflavík International Airport 50 kilometer sydvest for Reykjavik er den internationale lufthavn med afgange til Europa og Nordamerika.

### Fjernvarme
Takket være sin beliggenhed har byen ikke brug for oliefyring til opvarmning eller energiproduktion. Vulkansk aktivitet gør, at Reykjavík kan opfylde sine behov i kraft af jordvarmeanlæg, der forsyner både husholdninger og industri. I 2008 blev naturligt varmt vand brugt til at opvarme op mod 90 % af alle bygninger i Island. Af den samlede årlige udnyttelse af geotermisk energi på 39 PJ (1015 joule), tegnede rumopvarmning sig for 48 %.
Det meste af fjernvarmen i Island kommer fra de tre vigtigste geotermiske kraftvarmeværker:
- Svartsengi-værket.
- Nesjavellir-værket.
- Hellisheiði-værket.

## Økonomi og erhverv
Flere af landets største og vigtigste virksomheder har hovedsæde i Reykjavik. Dette tæller bl.a. statslige selskab Vínbúðin, der styrer salget af alkoholiske drikkevarer, flyselskaberne Iceland Express, WOW air og Icelandair Group som tæller Icelandair og Air Iceland, medieselskaberne Dagsbrun, Dagsbrun og det statsstyrede RÚV. Derudover har Baugur Group, CCP Games, Eimskip og Össur alle hovedsæde i byen.
Den vigtigste øst-vest-gående færdselsåre er den lange gågade, som starter som Austurstræti på Ingolfstorg lige ved Austurvöllur. Længere østover skifter den navn, først til Bankastræti og så til Laugavegur. Langs disse gader finder man byens største koncentration af barer, restauranter og cafeer.
Bydelen Háaleiti øst for centrum er efterhånden blevet et alternativt og mere moderne forretningscentrum i Reykjavik. Hovedtrækplasteret er det store shoppingcenter Kringlan med 130 butikker, restauranter, biograf og vinudsalg.

## Uddannelse

### Videregående skoler
- Menntaskólinn við Hamrahlíð (MH).
- Menntaskólinn í Reykjavík (MR).
- Verzlunarskóli Íslands (Verzló).
- Menntaskólinn við Sund (MS).
- Borgarholtsskóli (Borgó).
- Fjölbrautaskólinn við Ármúla (FÁ).
- Iðnskólinn í Reykjavík (IR).
- Menntaskólinn Hraðbraut.
- Kvennaskólinn í Reykjavík (Kvennó).
- Fjölbrautaskólinn Breiðholti (FB).
- Fjöltækniskóli Íslands (FTI).

### Universiteter
Reykjavík har følgende universiteter eller akademier
- Islands Universitet.
- Reykjavíks Universitet.
- Iceland University of Education.
- Iceland Academy of the Arts.

## Kultur
Hallgrímskirkja er med sit 75 meter høje særprægede tårn - eller var i hvert fald indtil Harpas åbning i 2011 - Reykjavíks vartegn. Kirken er med sine 1.200 siddepladser Islands største kirke. Den stod færdig i 1986 og tog næsten 40 år at fuldføre. I december 1992 blev det store koncertorgel indviet, bygget af Johannes Klais Orgelbyggeri i Bonn. Kirkens arkitektur rummer referencer til  den islandske naturs fjelde, gletsjere, gejsere og de store vidder.
Koncerthuset og konferencecentret Harpa er tegnet af Henning Larsen og gruppen Batteríið. Glasfacaderne er skabt af Ólafur Elíasson. Koncerthuset, der ligger direkte ved havnen, blev åbnet den 20. august 2011 under kulturnatten i Reykjavík. På et areal på 28.000 m² findes koncertsal med 1.600 pladser. I 2013 fik Harpa EU's Mies-van-der-Rohe-pris.
Islands Nationalmuseum har en lang række historiske genstande fra Islands fortid, heriblandt Valþjófsstaðurdøren fra 1200-tallet.
Reykjavik har flere kunstmuseer. Islands Nationalgalleri, der indeholde islandsk og udenlandsk kunst. Reykjavik kunstmuseum, der er et kommunalt kunstmuseum med landets største samling af billedkunst heriblandt af værker af Jóhannes Sveinsson Kjarval. The Living Art Museum der rummer samtidskunst. Safnahúsið er en udstillingsbygning i det tidligere nationalbiblioteks bygning. Center for islandsk kunst søger at fremme islandsk kunst. Gufunes skulpturpark består af omkring 25 skulpturer af den islandske kunstner Hallsteinn Sigurðsson
I februar 2017 fik Island sin første stjerne i michelinguiden, da restauranten Dill i Reykjavik modtog én stjerne i den den prestigefyldte spiseguide.
Reykjavik ZOO med dyr fra polar-egnene ligger tæt på byens centrum.

### Øvrige attraktioner
- Alþingishúsið, Islands parlamentsbygning
- Austurvöllur, park
- Árbæjarsafn, frilandsmuseum
- Heiðmörk, den største skov og naturreservat i området
- Höfði, huset hvor Gorbatjov og Reagan mødtes i 1986 til Reykjavik-topmødet
- Kringlan, næststørste storcenter i Island
- Laugardalslaug, swimming pool
- Laugavegur, byens primære handelsgade
- Nauthólsvík, geotermisk opvarmet strand
- Perlan, naturhistorisk museum
- Reykjavik Rådhus
- Rauðhólar, en samling røde pseudo-kratere
- Reykjavík 871±2, udstiling med arkæologiske udgravninger fra et langhus fra vikingetiden fra omkring 930.
- Reykjavik Botaniske Have
- Reykjavik Maritime Museum, maritimt museum i den gamle havn
- Safnahúsið, kutlurcenter, nationalt center for kulturhistorie (Þjóðmenningarhúsið)
- Tjörnin, en sø i det centrale Reykjavik

### Sport
Fodboldklubberne Fylkir, Knattspyrnufélagið Víkingur og KR Reykjavik, der har rekorden i flest vundne mesterskaber, stammer alle fra byen.
Landets nationalstadium, Laugardalsvöllur, blev indviet i 1958. Det har plads til omkring 15.000 publikummer, hvoraf de 9.800 er siddepladser. Tilskuerrekorden er dog over 20.000, og stammer fra en kamp i 2004, hvor Island vandt 2-0 over Italiens fodboldlandshold.

## Personer fra Reykjavik
- Ragnar Bragason (1971-)
- Hera Björk (1972-), sanger
- Auður Jónsdóttir (1973-), forfatter
- Andri Snær Magnason (1973-), forfatter

## Venskabsbyer
Reykjavík har følgende venskabsbyer:
- København, Danmark.
- Helsinki, Finland.
- Nuuk, Grønland.
- Kingston upon Hull, Storbritannien.
- Oslo, Norge.
- Seattle, USA.
- Stockholm, Sverige.
- Sankt Petersborg, Rusland.
- Tórshavn, Færøerne.
- Vilnius, Litauen.
- Winnipeg, Manitoba, Canada.